# Mutter (віконний менеджер)
Mutter — менеджер вікон, котрий використовується за умовчуванням у робочому середовищі GNOME 3. Mutter був розроблений в ролі альтернативи Metacity. Mutter поєднує в собі функції композитного і віконного менеджера, базується на щільному залученні засобів OpenGL і використовує у своїй роботі функції бібліотеки Clutter (назва «Mutter» є скороченням від «Metacity Clutter»).
GNOME Shell у GNOME 3 є плагіном для Mutter.
Логіка керування вікнами в Mutter повністю успадкована від віконного менеджера Metacity. Зі значних поліпшень можна відзначити гнучку систему розширення функціональності за допомогою підключення плагінів, які можуть повністю змінювати логіку керування вікнами та організацію оформлення екрана.  Mutter може використовуватися як окремий віконний/композитний менеджер, так і вступати в ролі основи для таких оболонок, як GNOME Shell або Moblin.